# Loiré
Loiré – miejscowość i gmina we Francji, w regionie Kraj Loary, w departamencie Maine i Loara.
Według danych na rok 2010 gminę zamieszkiwało 881 osób, a gęstość zaludnienia wynosiła 25 osób/km².